# 563
Năm 563 là một năm trong lịch Julius.